# Scotorythra kuschei
Scotorythra kuschei är en fjärilsart som beskrevs av Otto Herman Swezey 1940. Scotorythra kuschei ingår i släktet Scotorythra och familjen mätare. Inga underarter finns listade.